# Yolbaşı, Kalkandere
Yolbaşı là một thị trấn thuộc huyện Kalkandere, tỉnh Rize, Thổ Nhĩ Kỳ. Dân số thời điểm năm 2010 là 1.291 người.